# Alchemilla alexandri
Alchemilla alexandri är en rosväxtart som beskrevs av Sergei Vasilievich Juzepczuk. Alchemilla alexandri ingår i släktet daggkåpor, och familjen rosväxter. Inga underarter finns listade i Catalogue of Life.